# Malá nad Hronom
Malá nad Hronom (in ungherese Kicsind) è un comune della Slovacchia facente parte del distretto di Nové Zámky, nella regione di Nitra.